# 福岡県道・佐賀県道132号本郷基山停車場線
福岡県道・佐賀県道132号本郷基山停車場線（ふくおかけんどう・さがけんどう132ごう ほんごうきやまていしゃじょうせん）は、福岡県三井郡大刀洗町から佐賀県三養基郡基山町に至る一般県道である。

## 概要
福岡県三井郡大刀洗町大字本郷から佐賀県三養基郡基山町大字小倉に至る。JR九州鹿児島本線・甘木鉄道甘木線 基山駅最寄りの県道である。

### 路線データ
- 起点：福岡県三井郡大刀洗町大字本郷（西本郷交差点、国道322号交点、福岡県道509号塔ノ瀬十文字小郡線上）
- 終点：佐賀県三養基郡基山町大字小倉（小倉東交差点、福岡県道・佐賀県道131号小郡基山線終点、佐賀県道・福岡県道137号基山平等寺筑紫野線起点）

## 路線状況

### 重複区間
- 福岡県道509号塔ノ瀬十文字小郡線（福岡県三井郡大刀洗町大字本郷・西本郷交差点（起点） - 三井郡大刀洗町大字本郷）
- 福岡県道88号久留米小郡線（福岡県小郡市力武・力武交差点 - 小郡市三沢）

### 道路施設

#### 橋梁
- 福岡県
  - 菊池渡橋（大刀洗川、三井郡大刀洗町）
  - 鬼川原橋（宝満川、小郡市）
  - 稲荷橋（高原川、小郡市）

## 地理

### 通過する自治体
- 福岡県
  - 三井郡大刀洗町
  - 小郡市
- 佐賀県
  - 三養基郡基山町

### 交差する道路
| 交差する道路                                                                | 都道府県名 | 市町村名 | 市町村名 | 交差する場所 | 交差する場所         |
| --------------------------------------------------------------------------- | ---------- | -------- | -------- | ------------ | -------------------- |
| 国道322号 福岡県道509号塔ノ瀬十文字小郡線 重複区間起点                      | 福岡県     | 三井郡   | 大刀洗町 | 大字本郷     | 西本郷交差点/ 起点   |
| 福岡県道509号塔ノ瀬十文字小郡線 重複区間終点                                | 福岡県     | 三井郡   | 大刀洗町 | 大字本郷     |                      |
| 国道500号                                                                   | 福岡県     | 三井郡   | 大刀洗町 | 大字高樋     | 大刀洗町十文字交差点 |
| 福岡県道53号久留米筑紫野線                                                  | 福岡県     | 小郡市   | 小郡市   | 吹上         | 干潟交差点           |
| 福岡県道737号吹上北野線                                                     | 福岡県     | 小郡市   | 小郡市   | 吹上         |                      |
| 福岡県道88号久留米小郡線 重複区間起点                                       | 福岡県     | 小郡市   | 小郡市   | 力武         | 力武交差点           |
| 福岡県道88号久留米小郡線 重複区間終点                                       | 福岡県     | 小郡市   | 小郡市   | 三沢         |                      |
| 福岡県道・佐賀県道131号小郡基山線 佐賀県道・福岡県道137号基山平等寺筑紫野線 | 佐賀県     | 三養基郡 | 基山町   | 大字小倉     | 小倉東交差点 / 終点  |

### 交差する鉄道
- 甘木鉄道甘木線
- 西鉄天神大牟田線

### 沿線
- 大刀洗町立菊池小学校
- 甘木鉄道甘木線 西太刀洗駅
- 西鉄天神大牟田線 三沢駅
- 鹿児島本線・甘木鉄道甘木線 基山駅